# Guarayos
Guarayos (även gúarayú) är ett ursprungsfolk i Guarayosprovinsen i departementet Santa Cruz i östra Bolivias Amazonas. Deras språk är guaraní. Vid den bolivianska folkräkningen 2001 räknades 5904 personer som tillhörande guarayos. Detta antal ökade till 23 910 vid folkräkningen 2012.

## Erland Nordenskiöld och guarayos
Under den så kallade Hernmarckska expeditionen 1908-1909 reste Erland Nordenskiöld genom guarayos område. Han använde namnet gúarayú i sina böcker. Nordenskiöld tillbringade en månad med guarayos och under sina resor hade han flera av dem som resekamrater. Vid denna tid hade de levt under franciskanermunkarnas förmyndarskap i ca 50 år.